# 강성훈 (골프 선수)
강성훈(1987년 6월 4일~)은 대한민국의 골프 선수이다.